# Insuficiência renal aguda
A Injúria Renal Aguda (IRA) ou Lesão Renal Aguda (LRA) é a perda rápida da função renal, ou queda abrupta da Taxa de Filtração Glomerular (TFG), mensurada através da creatinina sérica e/ou débito urinário. Caracterizada pela retenção de produtos de degradação nitrogenados (ureia e creatinina) e dos não-nitrogenados, que são normalmente excretados pelo rim. Dependendo da severidade e da duração da disfunção renal, este acúmulo é acompanhado por distúrbios metabólicos, tais como acidose metabólica (acidificação do sangue) e hipercaliemia (níveis elevados de potássio), mudanças no balanço hídrico corpóreo e efeitos em outros órgãos e sistemas. 
Pode ser caracterizada por oligúria ou por anúria (diminuição ou parada de produção de urina), embora a IRA não-oligúrica possa ocorrer. É uma doença grave e tratada como uma emergência médica.

## Sinais e sintomas
Os sinais e sintomas de insuficiência renal aguda podem incluir:
- Diminuição da produção de urina (oliguria), embora ocasionalmente a produção de urina permaneça normal
- Retenção de líquidos , causando inchaço nas pernas (edema periférico)
- Sonolência
- Falta de ar
- Fadiga
- Confusão
- Náusea
- Mal hálito ( cetônico )
- Convulsões
- Coma em casos graves
- Dor ou pressão no peito

## Causas
As causas de IRA podem ser divididas em três grupos:
- Pré renal: Problemas que afetam o fluxo de sangue antes que ele chegue aos rins. É a causa mais comum, com 60 a 70% dos casos. Ambos os rins precisam ser afetados, pois um rim é suficiente para manter função renal normal.
- Renal: Problemas com o próprio rim que impedem a filtragem adequada do sangue ou da produção de urina;
- Pós renal: Problemas que obstruam a saída da urina dos rins;

### Pré renal
Possíveis causas de irrigação renal insuficiente incluem:
- Hemorragia
- Desidratação grave
- Efeito adverso de IECAs (anti-hipertensivos), aspirina ou anti-inflamatórios não esteroides como ibuprofeno
- Insuficiência cardíaca
- Insuficiência hepática
- Reação alérgica grave (anafilaxia)
- Sepse
- Queimaduras graves

### Renal
As causas de lesão intrínseca dos rins incluem:
- Necrose tubular aguda (causa renal mais comum, pode ser por isquemia ou nefrotóxicos)
- Doenças dos vasos sanguíneos (Vasculites)
- Coágulo de sangue em um vaso nos rins
- Trauma físico
- Glomerulonefrite
- Nefrite intersticial aguda
- Rim policístico

### Pós renal
A obstrução da via urinária pode ser causada por:
- Pedras nos rins
- Coágulos de sangue no trato urinário
- Próstata aumentada (Hiperplasia prostática benigna ou câncer de próstata)
- Câncer das vias urinarias
- Dano nervoso envolvendo os nervos que controlam a bexiga (bexiga neurogênica)

## Classificação e Estadiamento
A LRA já foi classificada por diversos protocolos, dentre os quais: 
RIFLE – risk (R: risco), injury (I: injúria), failure (F: falência), loss (L: perda mantida da função) e end-stage kidney disease (E: insuficiência renal terminal) – do grupo ADQI (2004);
AKIN – Acute Kidney Injury Network  (2007);
Atualmente utiliza-se o KDIGO – Kidney Disease Improving Global Outcomes  (2012) que incorporou as duas definições prévias.
Os diferentes estágios da LRA auxiliam na determinação de gravidade. O estadiamento é recomendado em virtude do conjunto de evidências atuais associar o estágio da LRA à necessidade de Terapia Tenal Substitutiva (TRS), com risco, a longo prazo, de desenvolvimento de doença cardiovascular, evolução para Doença Renal Crônica (DRC) e mortalidades intra e extra-hospitalares, mesmo após resolução da condição aguda.

## Diagnóstico
A insuficiência renal é geralmente diagnosticada quando os testes de creatinina e de ureia estão marcadamente elevados na urina em um paciente enfermo, especialmente quando oligúria estiver presente. Medidas prévias da função renal podem oferecer comparação, que é especialmente importante caso um paciente for sabidamente portador de insuficiência renal crônica. Se a causa não for aparente, uma bateria de exames de sangue e a análise de uma amostra de urina são tipicamente realizadas para se elucidar a causa de falência renal aguda. Os exames de sangue geralmente incluem provas de função hepática, eletrólitos, cálcio, magnésio, desidrogenase láctica (DHL), creatinoquinase (CK ou CPK), estudos de coagulação e um perfil imunológico básico. Um raio-X do tórax é geralmente solicitada e um ultrassom do trato urinário é essencial, para se afastar causa obstrutiva.
Critérios de consenso para o diagnóstico de IRA são:
- Risco: creatinina sérica aumentada uma vez e meia o valor prévio ou a produção de débito urinário, em seis horas, de menos de 0.5 ml/kg de peso corpóreo;
- Injúria: creatinina sérica aumentada duas vezes o valor prévio ou a produção de débito urinário, em doze horas, de menos de 0.5 ml/kg de peso corpóreo;
- Falência: creatinina sérica aumentada três vezes ou débito urinário abaixo de 0.3 ml/kg, em vinte e quatro horas;
- Perda: IRA persistente ou mais de quatro semanas de perda completa da função renal;
- Insuficiência Renal estágio terminal: doença renal em estágio final, com mais de três meses (tratada como doença renal crônica).

Biópsia renal não é tipicamente realizada em insuficiência renal aguda, a menos que a causa permaneça obscura após extensa investigação ou quando há várias possibilidades diagnósticas, onde as propostas terapêuticas seriam diferentes.

## Tratamento
A Insuficiência Renal Aguda é usualmente reversível, se tratada pronta e adequadamente. As principais intervenções são a monitorização do balanço hídrico (ingesta e eliminação), o mais estritamente possível; a inserção de um cateter urinário é útil para a monitorização do débito urinário, bem como para aliviar a possível obstrução à via de saída da bexiga urinária, tal como em um aumento da próstata. Em ambas as condições, hipovolemia e causas intrínsecas (necrose tubular aguda ou NTA), administrar fluidos intravenosos é tipicamente o primeiro passo para melhorar a função renal. Se um cateter venoso central ou cateter de pressão venosa central (cateter de PVC) é utilizado, um valor de pressão venosa central (PVC) de 15 cmH2O (1.5 kPa) é o objetivo frequentemente desejado para se elevar o volume circulante. Se a causa é obstrução do trato urinário, procedimentos cirúrgicos de alívio da obstrução (com uma nefrostomia ou cateter supra-púbico) podem ser necessários. Acidose metabólica e hipercaliemia, duas das principais complicações da insuficiência renal, podem requerer tratamento medicamentoso, com a administração de bicarbonato de sódio e medidas anti-hipercaliêmicas, respectivamente.
Dopamina ou outros inotrópicos podem ser empregados para melhorar o débito cardíaco e a perfusão renal, e diuréticos (em particular furosemida) podem ser administrados. Se um cateter de Swan-Ganz for usado, uma pressão de oclusão da artéria pulmonar (POAP) de 18 mmHg (2.4 kPa) é o alvo para o suporte inotrópico (Galley 2000).
Falta de resposta com ressuscitação hídrica, hipercaliemia resistente à terapia, acidose metabólica ou sobrecarga hídrica podem necessitar de terapia suportiva artificial na forma de diálise ou hemodiálise. Dependendo da causa, uma parcela de pacientes não mais recuperará plena função renal e requererá diálise permanente ou transplante renal.

## História
A Insuficiência Renal Aguda devido à necrose tubular aguda (NTA) foi reconhecida nos anos 40, no Reino Unido, onde as vítimas de esmagamento, durante a Batalha da Bretanha, desenvolveram necrose dos túbulos renais, determinando uma súbita queda da função renal.
Durante as guerras da Coreia e do Vietnã, a incidência de IRA decaiu devido ao melhor manuseio na fase aguda e à infusão intravenosa de líquidos.